# 翁景和
翁景和（1823年—1877年），字世昌，学名作霖，号梅臣。清朝末年上海进出口商人，因最早从事洋布批发而闻名上海滩。

## 生平
生于大清浙江宁波府鄞县高桥镇石塘村，石塘翁氏肇兴创始人。其是民国行政院长翁文灏曾祖父。父亲翁開明（1786-1853）是翁家第三子，上海商人，经营米业、酒业和酱业小有名气。翁景和是翁开明独子，自小生于商业之家，耳濡目染。
1853年前后，翁景和在上海创设大丰洋布店，专营英、美进口洋布进口批发，是清末中国首家进口棉布批发商。1877年前后，大豐成为清末上海专营英美洋布批发的最大商号，其总部位于今上海南京东路，人稱“翁大豐”，年利润高逾10万两银元。并在上海、杭州、天津、寧波、衢州等地广设分好，资产高达200余万两白银。

## 后世发展
翁景和创立的“大丰”后成为中国大丰公司，是中国近代最大的农业股份公司，后又成为地名。

## 后代
一门横跨三院：中研院、中科院、工程院。
- 长子 翁運高（1839-1889）：清朝内阁中书[7]
  - 长孙 翁傳洙（1872-1961）：上海银行家[7]
    - 曾孙 翁文灏：中国地质之父，中央研究院院士，民国行政院长
      - 玄孙 翁心源：石油工程专家
      - 玄孙 翁心翰：抗日烈士

    - 曾孙 翁文濤，国民政府外交官
      - 玄孙 翁心梓：美国总统顾问，合金专家

    - 曾孙 翁文波：中国地球物理之父，中科院院士
      - 玄孙 翁心植：中国工程院院士
        - 翁孟勇：中华人民共和国交通部副部长